# Larry McCormick
Larry McCormick (ur. 3 lutego 1933 w Kansas City zm. 27 sierpnia 2004) – amerykański dziennikarz i aktor.

## Filmografia
seriale
- 1968: Columbo jako prezenter wiadomości
- 1977: Statek miłości jako Reporter
- 1982: Matt Houston jako prezenter
- 1995: Sliders – Piąty wymiar jako Meteorolog / Prezenter TV

film
- 1971: Assault on the Wayne jako Operator radia
- 1982: Between Two Brothers jako Reporter
- 1987: Wyrzuć mamę z pociągu jako spiker
- 2003: Terminator 3: Bunt maszyn jako prezenter KTLA

## Wyróżnienia
Posiada swoją gwiazdę na Hollywoodzkiej Alei Gwiazd.